# Нижняя Полтавка
Ни́жняя Полта́вка — село в Константиновском районе Амурской области России. Административный центр и единственный населённый пункт Нижнеполтавского сельсовета.

## География
Село Нижняя Полтавка стоит в нижнем течении реки Топкоча (левый приток Амура).
Село Нижняя Полтавка расположено к северо-востоку от районного центра Константиновского района села Константиновка.
Автомобильная дорога идёт через село Ключи, расстояние — 25 км.
От села Нижняя Полтавка на север идёт дорога к селу Средняя Полтавка, на северо-восток — к селу Золотоножка, на восток — к селу Дим Михайловского района.

## Население
| 2002  | 2010  | 2012  | 2013  | 2014  | 2015  | 2016  |
| ----- | ----- | ----- | ----- | ----- | ----- | ----- |
| 1558  | ↘1235 | ↘1223 | ↘1192 | ↗1203 | ↘1192 | ↘1171 |
| 2017  | 2018  | 2019  | 2020  | 2021  |       |       |
| ↘1167 | ↗1177 | ↘1165 | ↘1143 | ↗1183 |       |       |

По данным переписи 1926 года по Дальневосточному краю, в населённом пункте числилось 101 хозяйство и 652 жителя (315 мужчин и 337 женщин), из которых преобладающая национальность — украинцы (97 хозяйств).

## Улицы
| - ул. Гагарина, - ул. Ленина, - ул. Луговая, - ул. Молодёжная, | - ул. Новая, - пер. Первомайский, - пер. Пионерский, - пер. Пограничный, | - ул. Полтавская, - ул. Строительная, - ул. Целинная, - ул. Юбилейная. |

## Известные уроженцы
- Кучеренко, Сергей Петрович (1927—2009) — советский и российский дальневосточный писатель, биолог-охотовед.